# Plaisance (Dordogne)
Plaisance is een gemeente in het Franse departement Dordogne (regio Nouvelle-Aquitaine) en telt 410 inwoners (1999). De plaats maakt deel uit van het arrondissement Bergerac.

## Geografie
De oppervlakte van Plaisance bedraagt 24,5 km², de bevolkingsdichtheid is 16,7 inwoners per km².
De onderstaande kaart toont de ligging van Plaisance (Dordogne) met de belangrijkste infrastructuur en aangrenzende gemeenten.

## Demografie
Onderstaande figuur toont het verloop van het inwonertal (bron: INSEE-tellingen).